# Samuel Lee (Orientalist)

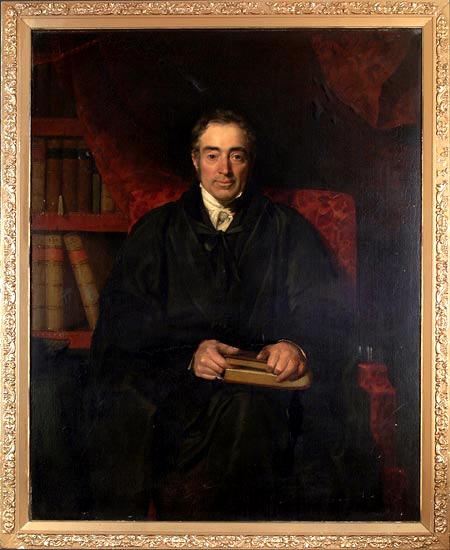
Samuel Lee

Samuel Lee  (* 14. Mai 1783 in Longnor, Shropshire; † 16. Dezember 1852 in Barlay, Hertfordshire) war ein britischer Orientalist und anglikanischer Geistlicher.

## Leben
Lee wuchs in Armut im zwölf Kilometer von Shrewsbury entfernten Longnor auf. Er war das jüngste von elf Kindern. Vier seiner Brüder und vier Schwestern entstammten der ersten Ehe seines Vaters, ein Bruder und eine Schwester waren wie er deutlich jünger, da sie der zweiten Ehe des Vaters entstammten.
Sein Vater starb, als er zwölf Jahre alt war. Er musste die Schule verlassen und eine Schreinerlehre beginnen, da seine Mutter auch auf diesen kleinen Verdienst angewiesen war. Durch seine Tätigkeit als Handwerker und Hausmeister für die römisch-katholische Kapelle von Sir Edward Smith kam er in Kontakt mit lateinischen Texten, die er zu studieren begann.
Nach jahrelanger Arbeit als Schreiner setzte er, inzwischen verheiratet, unter widrigsten Umständen sein Selbststudium fort. Letztendlich fand er die Unterstützung des Erzdiakon Corbett. Dieser hatte das außerordentliche Talent erkannt, förderte seine Ausbildung und wurde sein Mäzen.
Im Oktober 1817 erlangte er den Grad eines B.A. an der Universität Cambridge, wurde zum Priester geweiht und Kurat in Chesterton bei Cambridge.
1819 wurde er in Cambridge Professor der arabischen Sprache. In der Folge wurde er Chorherr in Bristol und bekam 1833 einen Ruf als Regius Professor des Hebräischen an der Universität Cambridge. Er starb 1852 in Barlay in Hertfordshire.
Bedeutend ist er wegen der großen Anzahl seiner heute noch geschätzten Übersetzungen (darunter eine des Buches Hiob aus dem Hebräischen) und Übertragungen sowie seiner Grammatiken.

## Schriften
- A lexicon Hebrew, Chaldee and English: compiled from the most approved sources, oriental and european, jewish and christian. Duncan & Malcolm, London 1820.
- A grammar of the Hebrew language: compromised in a series of lectures etc. 2. Auflage. London 1831.
- Journal of a three years’ residence in Abyssinia, in furtherance of the objects of the Church Missionary Society. London 1834.

### Übersetzungen
- The Travels of Ibn Batta: … with notes, illustrative of the history, geography, botany, antiquities, &c., ocurring throughout the work Ibn-Baa, Muammad Ibn-Abdallh. Copy printed for the count de Mandelsloh, a foreign member of the Royal Asiatic Society of Great Britain and Ireland. London, 1829.
- The book of the Patriarch Job. London 1837.
- On the Theophania or divine manifestantion of our Lord and Saviour Jesus Christ. A Syriac version / Eusebius, bishop of Caesarea. Hrsg. Samuel Lee. Society for the Publication of Oriental Texts, London 1842.